# Bologna Football Club 1909
Il Bologna Football Club 1909 (AFI: /boˈloɲɲa ˈfutbol ˈklɛb/), meglio noto come Bologna (o colloquialmente con la sigla BFC, da Bologna Football Club), è una società calcistica italiana per azioni con sede nella città di Bologna. Milita in Serie A, la massima serie del campionato italiano di calcio.
Fondata il 3 ottobre 1909 da Emilio Arnstein, cadde in fallimento nel 1993 e si ricostituì a livello societario con l'attuale denominazione dopo aver acquisito nuovamente i diritti e il titolo sportivo del sodalizio precedente. I colori sociali sono il rosso e il blu e la maglia di gioco è a pali verticali alternati della medesima cromia. Dal 1927 la squadra disputa le proprie gare interne nello Stadio Renato Dall'Ara, nato come Stadio Littoriale e chiamato, dal dopoguerra fino al 1983, Stadio Comunale, il quale può ospitare 36 462 spettatori.
Con la partecipazione a 79 campionati di Serie A a girone unico su 94, i Felsinei si posizionano al 9º posto nella classifica perpetua delle formazioni nella massima categoria italiana, che tiene conto delle presenze totali nel campionato; contando i 16 campionati della massima serie prima del girone unico, suddivisi tra Prima Categoria, Prima Divisione e Divisione Nazionale, il Bologna vanta in totale 95 presenze nella massima divisione nazionale. Secondo la FIGC è il club con la nona miglior tradizione sportiva in Italia. Al 2024, si posiziona al 41º posto nel Club World Ranking, la classifica mondiale dei club stilata dall'IFFHS.
Tra i club più blasonati d'Italia, a livello nazionale annovera sette titoli di campione d'Italia, tre Coppe Italia e la Coppa Alta Italia. In ambito internazionale, il Bologna fu la prima squadra italiana a vincere un trofeo continentale, nel 1932: la Coppa dell'Europa Centrale; detiene tre coppe Mitropa (Coppa dell'Europa Centrale / Mitropa), record italiano nella competizione, e una Coppa Intertoto UEFA. Con la conquista del Torneo dell'Expo Universale di Parigi nel 1937, i Veltri, soprannome con cui erano al tempo conosciuti, si affermano come una delle migliori squadre nel panorama dell'Europa continentale. Il Bologna detiene il singolare record di due scudetti vinti allo spareggio: uno contro il Torino nel 1929 e uno contro l'Inter nel 1964. Il Bologna è inoltre membro non ordinario dell'Associazione dei club europei (ECA), un organismo che rappresenta le società calcistiche a livello europeo di fronte alla FIFA.

## Storia
Il Bologna Football Club viene fondato nel 1909 come «sezione per le esercitazioni di sport in campo aperto» del Circolo Turistico Bolognese, su iniziativa di Emilio Arnstein e sotto la presidenza dello svizzero Louis Rauch. Il club s'iscrive ai campionati organizzati dalla FIGC dalla stagione 1910-1911 e diviene una delle protagoniste del torneo italiano all'inizio negli anni venti, con l'ingaggio dell'allenatore professionista austriaco Hermann Felsner. I Felsinei vincono il loro primo campionato italiano nella stagione 1924-1925 sconfiggendo il Genoa dopo cinque incontri nella finale di Lega Nord e l'Alba Roma nella finalissima, in quello che la stampa definisce lo Scudetto delle pistole. Tra la fine degli anni venti e l'inizio degli anni trenta, secondo molti addetti ai lavori, i Rossoblù sono una delle formazioni più forti e vincenti a livello mondiale: il Bologna s'impone nuovamente nel campionato italiano (1929) e due volte nella Coppa dell'Europa Centrale (1932 e 1934) — unica squadra italiana a vincere il trofeo sotto questa denominazione — con calciatori quali Mario Gianni, Felice Gasperi, Bernardo Perin, Giuseppe Della Valle e Angelo Schiavio. Nel 1934, Renato Dall'Ara assume la presidenza della squadra.
Il ciclo di successi continua negli anni trenta e nei primi anni quaranta con le vittorie di altri quattro scudetti (1936, 1937, 1939 e 1941) e del Trofeo dell'Esposizione (1937) a Parigi contro il Chelsea, battuto 4-1; con questo match, i Felsinei diventano la prima squadra italiana a sconfiggere una compagine inglese in un torneo internazionale. Quel gruppo, guidato da Árpád Weisz prima e di nuovo da Felsner poi, divenne noto come «Lo squadrone che tremare il mondo fa». Negli anni successivi, il Bologna si posiziona frequentemente dietro le squadre dell'asse Milano-Torino. Nella stagione 1945-1946 vince anche la Coppa Alta Italia. Con la fine del ciclo di vittorie e l'arrivo degli anni cinquanta, gli emiliani restano in massima divisione senza riuscire ad alzare qualche trofeo e concludendo i campionati nella parte bassa della graduatoria. Nel decennio successivo inizia a giocare Giacomo Bulgarelli, divenuto un simbolo dei Rossoblù.
Nel corso del campionato della stagione 1963-1964, cinque giocatori del Bologna — Pavinato, Fogli, Tumburus, Perani e Pascutti — vengono trovati positivi dopo gli esami effettuati un mese prima in occasione del match con il Torino. I calciatori, l'allenatore e il medico Poggiali sono squalificati per 18 mesi e il club penalizzato di tre punti. Tuttavia, le controanalisi dimostrano l'innocenza dei tesserati: i tre punti sono restituiti e le squalifiche annullate, permettendo il riaggancio in vetta dei Rossoblù all'Inter. Il campionato termina con le due squadre appaiate al primo posto: per la prima volta si rende necessario uno spareggio, da giocare a Roma. Pochi giorni prima, muore per infarto il presidente Dall'Ara, mentre sono in corso le discussioni con Moratti, presidente dell'Inter, sui dettagli per lo spareggio. Il Bologna vince la sfida per 2-0, conquistando il settimo scudetto e prendendo parte per la prima volta alla Coppa dei Campioni.
In seguito, la società alterna allenatori e presidenti fino a quando Edmondo Fabbri guida il Bologna al successo nella Coppa Italia e nella Coppa di Lega Italo-Inglese, entrambe conquistate nel 1970. Quattro anni dopo, il club supera il Palermo ai rigori e si aggiudica la sua seconda Coppa Italia. A inizio anni ottanta, i Rossoblù sono autori di una doppia retrocessione dalla Serie A alla Serie C1, alternandosi tra la prima e la seconda divisione verso la fine degli anni ottanta e l'inizio degli anni novanta. Nel 1993, il Bologna, retrocesso nuovamente in C1, fallisce ed è rifondato sotto la denominazione di "Bologna Football Club 1909", ripartendo proprio dal terzo livello calcistico. Segue una rapida doppia promozione che riporta i Felsinei in Serie A e nelle competizioni europee, accogliendo i talenti di Roberto Baggio e Giuseppe Signori: nel corso della stagione 1998-1999 vince la Coppa Intertoto UEFA e raggiunge le semifinali di Coppa Italia e di Coppa UEFA. Nella stagione 2001-2002, grazie al conseguimento di 52 punti, il Bologna sfiora il posizionamento in quarta piazza in campionato e di conseguenza la possibilità di partecipare all'edizione successiva della UEFA Champions League, a causa di una sconfitta all'ultima giornata; tuttavia grazie al settimo posto finale godette della qualificazione in Coppa Intertoto UEFA.
Tra il 2005 e il 2014, il Bologna retrocede altre due volte in Serie B, tuttavia pochi anni dopo viene promosso in massima serie. Nel 2014 l'imprenditore canadese Joey Saputo diviene il quarto presidente straniero nella storia del Bologna, avviando molti rinnovamenti societari e anche strutturali riguardanti, tra l'altro, il centro di allenamento e lo stadio, sul quale presenta in seguito un progetto di ristrutturazione completa. Nelle stagioni seguenti in Serie A i rossoblù concludono sempre tra la 10ª e la 15ª posizione in classifica, fino alla stagione 2022-2023, terminata al nono posto.

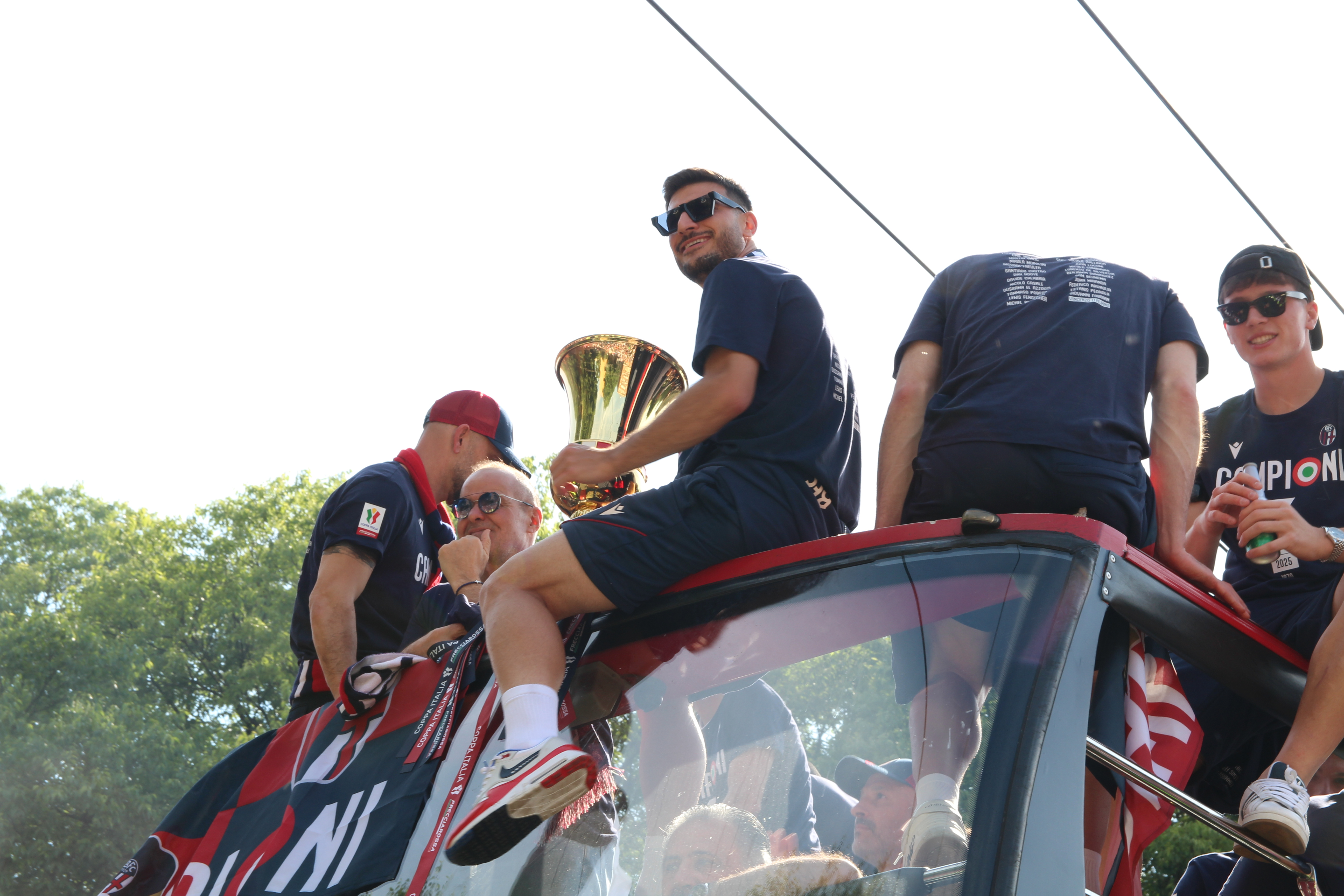
I giocatori del Bologna Riccardo Orsolini e Giovanni Fabbian con la Coppa Italia nel 2025

La stagione 2023-24 si rivela invece notevole: il 12 maggio 2024, in concomitanza con la sconfitta della Roma sul campo dell'Atalanta, i felsinei ottengono aritmeticamente la qualificazione in Champions League con due giornate d'anticipo, stabilendo il record assoluto di punti in una singola stagione in massima serie (considerando però la media punti il record assoluto sarebbe l'anno dell'ultimo scudetto). Il risultato ottenuto dalla squadra guidata da Thiago Motta si rivela una vera e propria impresa, se consideriamo le scarse aspettative che lo stesso tecnico riponeva a inizio stagione, oltre ai risultati ottenuti in campionato: i rossoblù infatti tornano così a qualificarsi nelle coppe europee dopo 21 anni e, nello specifico, dopo 60 anni nella massima competizione europea (l'ultima apparizione fu contro l'Anderlecht, il 14 ottobre 1964).
Nella stagione 2024-25, il 14 maggio 2025 il Bologna vince la sua terza Coppa Italia battendo in finale il Milan con il punteggio di 1-0.

## Cronistoria
Di seguito la cronistoria essenziale del Bologna.

## Colori e simboli

### Colori

Una partita d'allenamento, nella stagione 1968-1969, fra titolari e riserve bolognesi; quest'ultime indossano una seconda divisa bianca con sbarra rossoblù

La prima maglia del Bologna, nel 1909, era a quarti rossi e blu, riproducendo la divisa del collegio svizzero Wiget auf Schönberg di Rorschach. Nel 1910 il club si dissociò dal circolo e le maglie da gioco furono modificate con pali verticali rossoblù. Questo tipo di disegno è rimasto praticamente immutato nel tempo, tranne che per la variazione annuale nella larghezza delle bande.
Un'importante eccezione fu quella del 1925: in quell'anno il Bologna vinse il suo primo scudetto indossando un'inedita maglia verde. Tale divisa fu scelta dall'allora dirigente Enrico Sabattini, per imitazione di quella del Rapid Vienna. In realtà il cambio di divisa fu anche suggerito dal caldo, che in quei giorni di giugno si faceva particolarmente sentire; la nuova maglia perciò fu di cotone leggero verde scuro, con bordi e calzoncini neri.
Nei decenni successivi la maglia verde fu alternata a quella bianca come seconda divisa. Il suo ultimo utilizzo risale agli anni ottanta. Nel 1934 la divisa verde fu indossata dalla Sampierdarenese in uno spareggio-promozione giocato contro il Bari sul campo neutro di Bologna: i liguri giocarono infatti con una muta di maglie verdi donata dal presidente del Bologna Dall'Ara, visto che entrambe le squadre si erano presentate in divisa bianca. A fine anni novanta, la prima maglia subì alcune leggere modifiche, come nelle stagioni 1998-1999 e 1999-2000, quando i pali rossoblù più laterali — non quindi i due centrali — si dipartivano dal colletto invece che dalle spalle. Nella stagione 2000-2001 fu adottata una prima maglia con due soli larghi pali, uno rosso e uno blu, con i bordi bianchi. Poche sono state le variazioni negli anni a seguire.
Negli anni ancora seguenti è stata introdotta anche la terza maglia, destinata a essere usata soprattutto nelle coppe europee, solitamente a sfondo giallo o dorato con profili rossoblù. Nella stagione 2011-2012 per questa maglia viene scelto il colore celeste, in omaggio alla nazionale dell'Uruguay, vincitrice della coppa America dell'anno prima.

### Simboli ufficiali

#### Stemma
Lo stemma, di forma ovaloide, riporta in alto, in bianco su sfondo blu, la sigla BFC e l'anno di fondazione (1909). Sulla sinistra sono riportate le strisce con i colori sociali rossoblù, sulla destra è riportata una croce rossa bordata di blu su sfondo bianco che richiama la bandiera cittadina; tutto questo circondato da un bordo color platino.
Nel corso della storia del Bologna, si sono alternati vari stemmi che hanno però sempre seguito una linea stilistica comune tra loro. Il primo logo societario era caratterizzato da un abbinamento di colori blu scuro e rosso (anch'esso un poco scuro); lo stile dei caratteri nella scritta BFC presente sulla sommità, riporta alla grafica dell'Art Nouveau, tipica del primo decennio del Novecento.
Al termine della stagione 1992-1993 il Bologna fallisce e il logo subisce una prima variazione storica: la nuova blasonatura societaria presenta un'aggiunta di carattere subito sotto la scritta BFC: la scritta 1909, che rappresenta l'anno di fondazione societario e anche la nuova denominazione adottata dopo il fallimento. Nel 2018, il Bologna aggiorna lo stemma con colori alterati: i bordi da dorati diventano platinati e i colori sono più scuri.

#### Inno
Il primo esempio di inno del Bologna risale agli anni 1930. Di questa canzone si sa molto poco, essendo stata scoperta casualmente nel 2011. Solo negli anni 1970 si ritorna a parlare di canzoni del Bologna: il brano Alè Alè, Forza Bologna del quartetto Passarini fu il primo a venir suonato allo stadio, venendo poi sostituito nel 1976 con la canzone di Dino Sarti Bologna Campione, che fu trasmessa allo stadio nelle stagioni successive ma in seguito venne abbandonata.

Gianni Morandi, Andrea Mingardi, Lucio Dalla e Luca Carboni, autori dell'inno Le Tue Ali Bologna

Un inno tornò a risuonare allo stadio solamente nel 1988, con la canzone Le Tue Ali Bologna, conosciuta all'epoca più come Tu sei forte Bologna, scritta e interpretata da quattro famosi cantanti bolognesi: Andrea Mingardi, Luca Carboni, Gianni Morandi e Lucio Dalla. Con il passare degli anni, anche Paolo Mengoli con la canzone Il sogno continua contribuì ad arricchire il repertorio di inni sul Bologna, ma fu un'altra canzone di Mingardi, Cuore rossoblù, a venir scelta dalla società come canzone ufficiale, fino al 2012 quando ritornò a suonare allo stadio Le Tue Ali Bologna, in seguito alla morte di Lucio Dalla.
Nel settembre 2022 viene istituita per la prima volta nella storia petroniana una goal song, ovvero una canzone da far risuonare per pochi secondi negli attimi successivi alla marcatura di una rete nelle gare casalinghe; attraverso un sondaggio condotto sulla piattaforma Socios, i tifosi eleggono Levels di Avicii come goal song per la stagione 2022-2023. Da marzo 2025 la canzone viene sostituita con l'incipit di 50 Special dei Lùnapop.

#### Mascotte
Nei primi anni della storia della società non esisteva una mascotte associata al Bologna. In seguito i tifosi decisero di adottare la figura del Dottor Balanzone, celebre maschera bolognese di Carnevale. Inizialmente però veniva raramente promossa dalla società. Nel corso degli anni 1980 venne utilizzata una mascotte chiamata "Bally", diminutivo di Balanzone, ripresa trent'anni dopo col nome di "BalanzONE". A partire dal 2020, la mascotte presente nel merchandising ufficiale della squadra e nelle intro televisive, è un leone (animale presente nello stemma cittadino) indossante una maglia rossoblù col numero 1, che prende il nome "Nettuno".

## Strutture

### Stadio
Il primo stadio in cui il Bologna giocò furono i Prati di Caprara — gli omonimi giardini nella periferia della città — corrispondenti all'incirca alla zona dove sorge l'Ospedale Maggiore di Bologna. Questo luogo fu utilizzato per un anno, fino al 1910, nel quale il campo avverso costrinse a cambiarlo per poter adattarlo alla Prima Categoria. Dal 1910 al 1913 la squadra disputò le sue partite sul campo della Cesoia, un campo recintato con steccati di legno e con spogliatoi per gli atleti ricavati dall'omonima osteria. A causa di una irregolarità delle tribune in legno i felsinei furono sfrattati e di conseguenza furono costretti a cambiare luogo di gioco.
Nel 1913 i membri dell'allora Bologna Football Club, guidati da Rodolfo Minelli, decisero di accasarsi per disputare le proprie partite nello Stadio Sterlino. Il luogo si presentava come un campo spoglio e isolato, fu proprio il club ad addobbarlo a dovere e a costruire la prima tribuna principalmente costruita in ferro e lamiera. Nel corso del 1921 — dopo la fine della Grande guerra — la società ristrutturò e dotò di copertura la tribuna centrale dello stadio, sostituendo la lamiera con il cemento armato; costruì anche due gradinate (curve), di cui una coperta, e una tribuna popolare, corrispondente ai futuri distinti. La voglia di rinnovamento e il percepibile dislivello del campo di gioco portò nel 1927 all'abbandono dell'impianto.
Allo stesso tempo, in previsione dell'oramai vicino abbandono dello Sterlino, nel 1925, iniziarono i lavori per la costruzione del nuovo stadio che doveva ospitare la squadra. Nacque così nel 1927 lo Stadio Littoriale, nome scelto da Leandro Arpinati, ideatore del progetto e gerarca fascista bolognese e in quel periodo presidente della FIGC. Lo stadio fu inaugurato da Benito Mussolini. L'impianto venne considerato il "Primo vero stadio d'Italia", sia per la capienza sia per le funzioni polisportive, ma soprattutto perché fu il primo stadio al mondo dotato di un impianto d'illuminazione notturna sul campo. Dopo la scomparsa del fascismo il nome dello stadio tramutò semplicemente in Stadio Comunale di Bologna, conosciuto in città ancora più semplicemente come "il Comunale", dopo che di fatto divenne proprietà del comune di Bologna. Nel 1983 l'impianto fu intitolato a Renato Dall'Ara, storico presidente rossoblù. La denominazione fu data proprio nel giorno dei venti anni dalla sua scomparsa.
Nel 2009 si è deciso di intitolare la curva nord a Giacomo Bulgarelli, mentre nel 2017 la curva sud — già denominata "Curva San Luca", poiché ubicata in direzione del Santuario della Madonna di San Luca — ad Árpád Weisz.

### Centro di allenamento

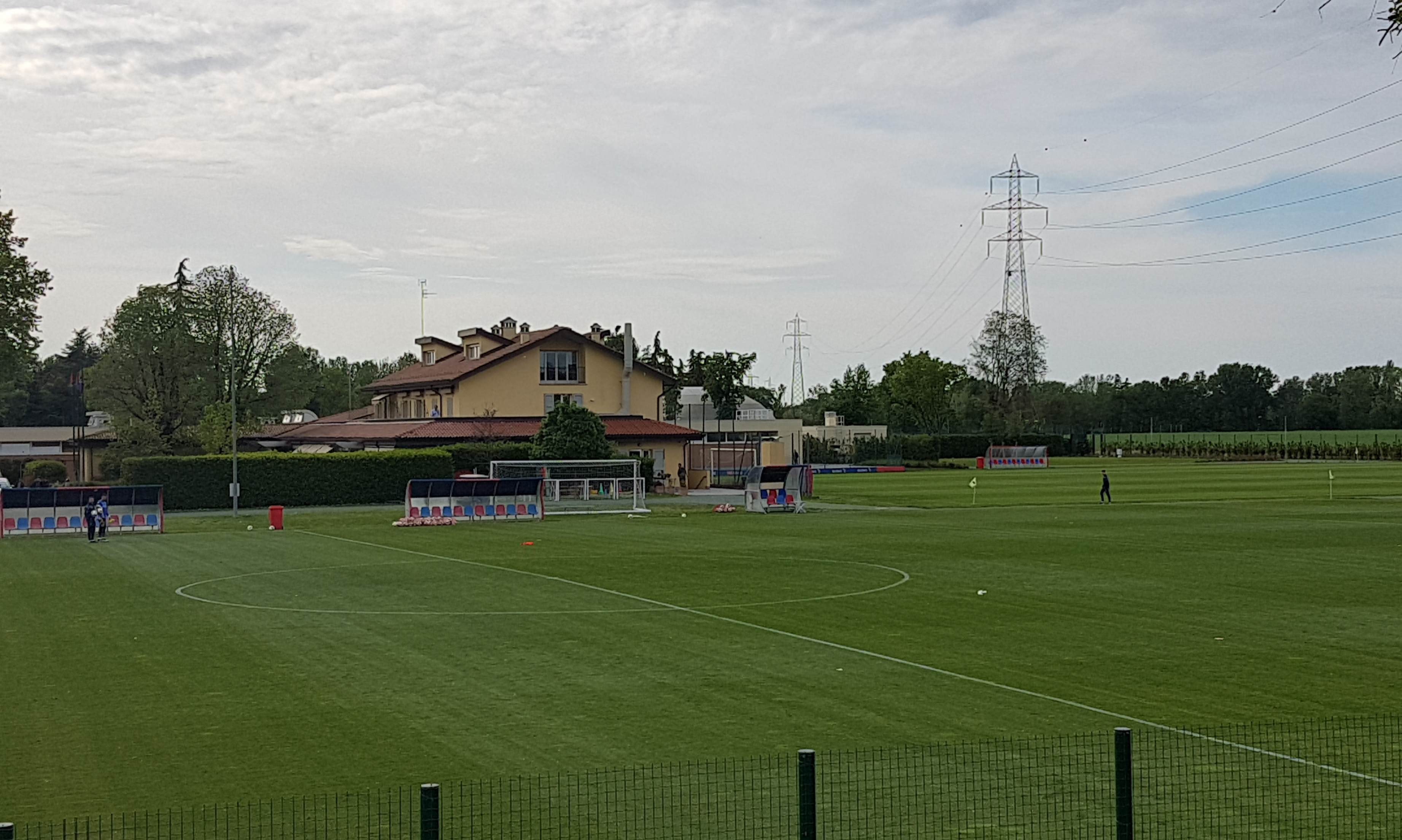
Il campo principale del centro tecnico Niccolò Galli

Dal 1976 il Bologna si allena a Casteldebole. Dal 30 maggio 2001 ha preso la denominazione di Centro tecnico Niccolò Galli, in ricordo dell'ex giocatore rossoblù. Il centro si sviluppa su una superficie di circa 53 000 m² — se compresi anche i terreni circostanti di proprietà della società — ed è dotato di otto campi da calcio regolamentari, alcuni in erba naturale altri in erba sintetica, di cui due di recente costruzione. I due campi principali non sono dotati di tribune e sono accessibili al pubblico. Dal 14 dicembre 2016 è di proprietà della stessa società sportiva. Nel 2017 il centro si è ampliato con i due nuovi campi in erba sintetica, nuovi spogliatoi, una nuova palestra all'avanguardia ed è stato migliorato il campo principale.
All'interno del centro è stata eretta una foresteria, nella quale vengono ospitati i ragazzi che appartengono al settore giovanile e che non abitano nella regione. Per i ragazzi di età maggiore — solitamente gli appartenenti alla Primavera — il Bologna ha a disposizione appartamenti situati nel quartiere Meridiana del vicino territorio di Casalecchio di Reno.

## Società
Il club venne fondato il 3 ottobre 1909 come associazione con il nome "Bologna Football Club", venendo assorbito nel 1927 dalla neonata polisportiva cittadina chiamata "Bologna Sportiva", nella quale la squadra di calcio era una sezione con la denominazione di "Bologna Sezione Calcio"; lo scioglimento della polisportiva nel 1934 face assumere al sopravvissuta associazione calcistica la nuova denominazione di "Bologna Associazione Giuoco del Calcio", che rimase in vigore fino al 1945, quando ritornò al nome iniziale di Bologna Football Club; l'associazione divenne una società per azioni, con la stessa denominazione sociale, negli anni sessanta e fino al 18 giugno 1993, quando venne dichiarata fallita e il ramo d'azienda e titolo sportivo fu assorbito da una nuova società a responsabilità limitata costituita il successivo 28 giugno e denominata "Bologna Football Club 1909" che, nel 1996, trasformerà nuovamente il sodalizio ricostituito in una società per azioni.
La società, avente sede legale in via Casteldebole 10 a Bologna e iscritta alla Camera di Commercio della stessa città, risulta avere, al 2023, 218 dipendenti e un capitale sociale di 5 976 255 euro.
Dal 19 settembre 2015 il club è controllato dall'imprenditore canadese di origini italiane Joey Saputo, proprietario del CF Montréal, e avente interessi nell'azienda canadese di famiglia Saputo Incorporated. Questo controllo di Saputo sul Bologna è esercitato tramite la società lussemburghese BFC 1909 Lux Spv SA, proprietaria del club rossoblù con il 99,93% del capitale e, a sua volta, riconducibile per intero alla Saputo Incorporated, attraverso la società statunitense BFC 1909 USA SPV LLC, creata appositamente nel 2014 per l'acquisto della squadra felsinea assieme a Joe Tacopina (che ne deteneva allora la maggioranza). Il rimanente capitale azionario dello 0,07% è detenuto dall'Associazione Futuro Rossoblù, creata nell'operazione che permise il salvataggio del Bologna dal fallimento nel dicembre del 2010 e formata da quattromila persone che aderirono versando una quota di iscrizione, il cui presidente è Mirco Montebugnoli.
La società rossoblù è inoltre la capogruppo del "Gruppo Bologna F.C. 1909 S.p.A.", del quale fanno parte anche le controllate: BFC Real Estate s.r.l. (al 100%) che si occupa della proprietà del Centro tecnico Niccolò Galli e del Centro sportivo CRB; Bologna Stadio S.p.A. (al 100%) che si occupa della gestione e ristrutturazione dello Stadio Renato Dall'Ara di Bologna.
Il club è membro network dell'European Club Association (ECA), organismo privato che rappresenta le società calcistiche a livello europeo e riconosciuto dall'UEFA.

### Sede
La sede del Bologna si trova dal 1994 all'interno del Centro tecnico Niccolò Galli al civico 10 di via Casteldebole a Borgo Panigale. Sono anche presenti due sedi secondarie di minore dimensione situate in via Isonzo ai civici 67 e 69, sempre nella stessa zona. La prima sede ufficiale del Bologna è stata la Birreria Ronzani, situata in via Spaderie al civico 6, il luogo di fondazione del club. Negli anni successivi, dal 1910 al 1994, prima di essersi stabilito nella sede attuale, il Bologna ha alternato la propria sede in dodici differenti luoghi.

### Organigramma societario
Il governo societario del Bologna Football Club 1909 S.p.A., al 2023, prevede un sistema tradizionale formato dall'assemblea degli azionisti, dal consiglio di amministrazione (CdA) e dal collegio sindacale. Il CdA, rinnovato nel 2023, è composto da quattro membri, nominati dall'assemblea degli azionisti e tutti indicati dalla controllante società BFC 1909 Lux Spv SA; Joey Saputo, a cui è riferibile la proprietà della società, ricopre la carica di presidente del consiglio di amministrazione dal 2014, assunta con acquisto della maggioranza del club, mentre Claudio Fenucci è l'amministratore delegato, nominato dalla precedente cogestione Saputo-Joe Tacopina sempre nel 2014. Il collegio sindacale, rinnovato anch'esso nel 2023, è composto da tre membri sempre indicati da BFC 1909 Lux Spv, dei quali Francesco Catenacci assume il ruolo di presidente. La società di revisione, scelta anch'essa dagli azionisti quale organo esterno di riesame dei conti, è l'azienda EY S.p.A.
Dal sito internet ufficiale della società.
- Joey Saputo - Chairman
- Claudio Fenucci - Amministratore delegato
- Joe Marsilii - Consigliere
- Anthony Rizza - Consigliere
- Francesco Catenacci - Presidente del collegio sindacale
- Renato Santini - Collegio sindacale
- Massimo Tamburini - Collegio sindacale
- Luca Befani - Segretario generale
- Christoph Winterling - Direttore area marketing
- Carlo Caliceti - Responsabile area comunicazione
- Giovanni Sartori - Responsabile area tecnica
- Marco Di Vaio - Direttore sportivo
- Dario Rossi - Responsabile scouting

### Impegno nel sociale

Il logo di BFC Senza Barriere

L'11 aprile 2018 il Bologna FC 1909 e EDU In-Forma(Zione) Renzo Cerè Bologna Asd hanno creato la prima scuola calcio dedicata a ragazzi e ragazze che presentano disabilità. Questo progetto benefico a opera della società felsinea è stato poi denominato dalla stessa società BFC Senza Barriere. Gli allenamenti si svolgono in campi situati a Bologna, Castel San Pietro Terme e Imola. La squadra partecipa regolarmente a varie iniziative legate soprattutto allo sport e all'inclusività. In particolari occasioni la squadra si è anche allenata sui lati del campo dello Stadio Dall'Ara prima della gara casalinga disputata dalla prima squadra. Nella stagione 2022-23, così come ha fatto nella stagione 2021-22, partecipa al Campionato regionale di calcio a 5 speciale categoria Promozione organizzato dal CSI Emilia-Romagna.
Dalla stagione 2019-2020 è stato dato il via al progetto Bologna For Community, che attraverso la collaborazione delle ONLUS PMG Italia e Io Sto Con…Il Sorriso, offre un trasporto gratuito per tutte le persone portatrici di handicap che devono recarsi allo Stadio Renato Dall'Ara in occasione delle partite casalinghe. Il servizio è costituito da tre navette, rispettivamente della zona ovest, est e centrale di Bologna, partenti un'ora e mezza prima della partita, e che, al termine della stessa, riporteranno indietro le persone trasportate.

### Settore giovanile
Il settore giovanile veltro è composto da quindici squadre maschili, sette che partecipano a campionati nazionali (Primavera, Under 18,Under 17, Under 16, Under 15, Under 14 e Under 13); sei che prendono parte a campionati regionali o provinciali (Under 14 interprovinciali — contro squadre delle province di Bologna, Ferrara e Modena dilettanti e di annata superiore —, Under 13 provinciali, Under 12 provinciali, Pulcini, Piccoli amici, Primi calci); altre tre per quanto riguarda la sezione di calcio a 5 (Under 17, Under 15 e Under 13). Gli impianti a disposizione della società sono il Centro Sportivo Biavati di Corticella, o il Campo Cavina a Borgo Panigale, per le categorie maggiori; mentre per allenamenti o gare di categorie di minor età si utilizza il Centro tecnico Niccolò Galli (intitolato all'omonimo difensore, figlio di Giovanni e giovane promessa del calcio nazionale, che morì in un incidente stradale nel 2001 poco dopo aver esordito in Serie A proprio con i felsinei). Sono utilizzati a rotazione anche altri campi minori di Bologna o comunque nella rispettiva città metropolitana, più di altri quelli nei comuni di Granarolo dell'Emilia, Riale e Monte San Pietro.

La primavera felsinea prima della vittoriosa finale del Torneo di Viareggio 1967

Tra tutti i titoli vinti dal settore giovanile rossoblù, il Bologna vanta: un Campionato Primavera 2 e una Supercoppa Primavera 2, double ottenuto nel 2019; 1 Campionato Nazionale Dante Berretti, vinto nel 1973; tre Campionati Under 17, vinti rispettivamente nel 1982, 2001 e 2022; un Campionato Under 15, vinto nel 1989 e infine due Tornei di Viareggio nel quale la squadra ha trionfato nel 1967 e nel 2019. Per quanto riguarda la sezione Primavera, il miglior piazzamento dei Rossoblù in campionato è stato il sesto posto della stagione 2011-2012 e della 2016-2017.
Tra i tutti calciatori cresciuti nel settore giovanile petroniano, quelli che hanno condotto una successiva carriera degna di nota sono stati: Giacomo Bulgarelli, Angelo Schiavio, Gianluca Pagliuca, Giuseppe Della Valle, Amedeo Biavati, Cesarino Cervellati, Roberto Mancini, Fabio Bazzani, Eraldo Pecci, Claudio Terzi, Alessandro Gamberini, Mourad Meghni, Fabio Borini, Cristian Zaccardo, Federico Casarini, Alex Ferrari e Adam Masina.

### Sezione femminile
La sezione viene istituita su iniziativa dell'ex giocatrice Daniela Tavalazzi, che indossò a inizio carriera la maglia del Bologna femminile storico, club che non aveva alcuna attinenza con il club maschile. Dal 2010 entrata con un incarico dirigenziale, Tavalazzi decide di accettare l'incarico per seguire la propria scuola calcio, trovandovi un gruppo abbastanza numeroso per poter istituire una squadra Primavera, ottenendo dalla società la possibilità di realizzare un settore femminile affiliato. In qualche anno riesce a espandere il settore femminile arrivando nel 2015 ad allestire squadre giovanili interamente femminili in cinque diverse categorie, diventate nove all'inizio della stagione 2017-2018, alle quali si aggiunge una prima squadra che segue anche da allenatrice. La competitività del Bologna femminile cresce fino a conquistare la promozione alla Serie B nell'estate del 2017, partecipando così all'edizione 2017-2018 del campionato cadetto. Qui si classifica undicesimo, ma, in virtù della riforma del campionato italiano femminile di calcio, la squadra viene retrocessa in Serie C in quanto furono retrocesse tutte le squadre classificate sotto il terzo posto. Prima dell'inizio della stagione 2018-2019 Tavalazzi lascia l'incarico di guidare la prima squadra a Eugenio Lanfranchi, per passare alla Juniores.
Nella stagione 2020-2021 il Bologna F.C. 1909 di Joey Saputo acquista ufficialmente il titolo sportivo dell'ASD Bologna F.C. 1909 Femminile e prende sotto la propria ala anche la prima squadra femminile.

## Diffusione nella cultura di massa
Il Bologna, allora campione d'Italia, è stato la prima squadra di calcio italiana ospite di un programma televisivo, il 17 settembre 1939, nel programma Al cavallino baio, facente parte delle trasmissioni sperimentali dell'EIAR. La squadra felsinea viene citata in diverse opere cinematografiche e televisive. Nel film Il sorpasso del 1962, Bruno Cortona (interpretato da Vittorio Gassman) incontrando un poliziotto bolognese fa riferimento alla squadra, indicandola come favorita per lo scudetto. Ne L'allenatore nel pallone del 1984, Oronzo Canà (Lino Banfi) viene scambiato per Ezio Pascutti, «La grande ala sinistra del Bologna degli anni '60», da Luciano Spinosi. Nel documentario Comizi d'amore del 1965, Pier Paolo Pasolini, notoriamente grande appassionato di calcio e tifoso della squadra, intervistava i calciatori rossoblù Mirko Pavinato, Giacomo Bulgarelli, Ezio Pascutti, William Negri, Carlo Furlanis; nel 2012 Fabio Volo, per omaggiare Pasolini, girò il remake del documentario, intervistando questa volta i calciatori Cesare Natali, Saphir Taïder, Marco Motta e Panagiōtīs Kone.

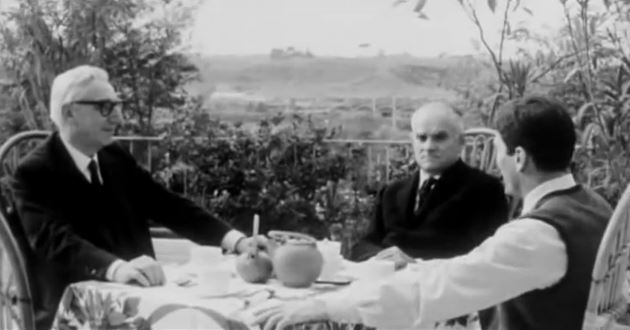
Un frammento di Comizi d'amore, documentario in cui vengono intervistati diversi giocatori del Bologna

Lo scrittore Stefano Benni, nel suo primo libro Bar Sport del 1976, dedica un capitolo a una trasferta al seguito del Bologna a Firenze; lo stesso episodio è citato ampiamente nell'omonimo film del 2011, trasposizione dell'opera letteraria.
Nell'episodio Sempre avanti della terza stagione della serie televisiva L'ispettore Coliandro, il protagonista Coliandro (interpretato da Giampaolo Morelli) è impiegato nel servizio d'ordine allo Stadio Renato Dall'Ara, con immagini della tifoseria riprese durante l'incontro Bologna-Lazio della stagione 2008-2009: quella scena venne aspramente criticata da il gruppo dei Forever Ultras, poiché dipingeva gli stessi come delinquenti e persone non raccomandabili, e tutta la tifoseria si astenne dagli eventi legati agli ultras riprodotti nella fiction.
Oltre agli inni scritti espressamente per la squadra da vari cantautori bolognesi, Luca Carboni fa riferimento alla «maglia del Bologna sette giorni su sette» nel brano Silvia lo sai, pur non dedicata alla squadra. Nel videoclip ufficiale della canzone Una vita in vacanza de Lo Stato Sociale pubblicato su YouTube il pianista Enrico Roberto, in corrispondenza del verso recitante «E fai l'analista, di calciomercato [...] ]», interpreta il ruolo di un tifoso indossante una sciarpa del Bologna, mentre consulta un quotidiano.

## Allenatori e presidenti

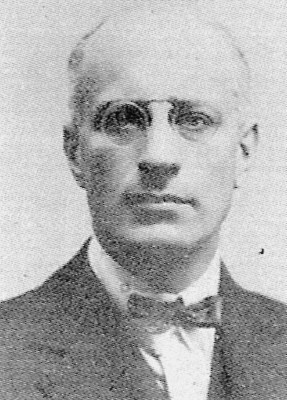
Hermann Felsner è l'allenatore felsineo più vincente e longevo

In totale sono settantatré i tecnici che hanno assunto il ruolo di primo allenatore del Bologna, di cui quattro hanno costituito una commissione tecnica e cinque hanno ricoperto il ruolo di direttore tecnico.
Il primo allenatore della società, che aveva il ruolo di giocatore-allenatore, fu lo svizzero Louis Rauch, a quel tempo anche presidente e tra i fondatori del club; il primo allenatore professionista di ruolo invece è stato l'austriaco Hermann Felsner, a guida della squadra dal 1920. Il record della carica da tecnico del Bologna più lunga appartiene sempre a Hermann Felsner, sulla panchina dei Rossoblù per quindici stagioni di cui dieci consecutive, dalla stagione 1920-1921 alla 1930-1931 e dalla 1938-1939 alla 1941-1942, per un totale di 370 panchine. La seconda avventura più lunga è stabilita da quattro allenatori: Cesarino Cervellati, Renzo Ulivieri, Bruno Pesaola e Siniša Mihajlović, tutti sulla panchina bolognese per sei stagioni; il secondo è anche l'allenatore con più panchine dopo Felsner (215).
Felsner fu anche l'allenatore più vincente della storia felsinea. Il tecnico austriaco, oltre a detenere il record di vittorie di un singolo allenatore (210), portò in bacheca ben quattro scudetti, rispettivamente quello della stagione 1924-1925, quello della stagione 1928-1929, quello del 1938-1939 e infine quello della stagione 1940-1941. Nessuno eguagliò questo record; lo sfiorò soltanto, con tre trofei vinti, l'ungherese Árpád Weisz, che vinse due scudetti e inoltre il Torneo dell'Expo di Parigi, rispettivamente nella stagione 1935-1936, nella stagione 1936-1937 e nel 1937. Anche in questo caso Ulivieri risulta essere l'allenatore più vincente dopo Felsner, con 97 trionfi.

Renato Dall'Ara, presidente del Bologna per trenta anni

Nella storia del club felsineo, alla guida del Bologna si sono avvicendati in totale trentacinque presidenti — compresi quelli onorari — e un commissario straordinario. Il primo presidente del club fu Louis Rauch, parte dei tre fondatori della società. Dal giugno 2015 il presidente del Bologna è Joey Saputo, che fin da subito ha assunto il ruolo di chairman.
Il presidente più vincente della storia del Bologna è stato Renato Dall'Ara, che ha stabilito anche il record di longevità di un presidente rossoblù con i suoi trenta anni di dirigenza, dal 1934 fino al 3 giugno 1964, giorno della sua morte. Con Dall'Ara la società rossoblù vinse quattro scudetti (più quello del 1964, conquistato dal Bologna poco dopo la sua scomparsa), una Coppa Mitropa, la Coppa Alta Italia e il Torneo dell'Expo Universale di Parigi 1937, per un totale di sette trofei.
Dopo Dall'Ara, il presidente ad aver vinto più titoli è stato Gianni Bonaveri, con uno scudetto e due Coppe dell'Europa Centrale. L'ultimo presidente, in ordine cronologico, a vincere un trofeo è stato Joey Saputo: con lui il Bologna vinse una Coppa Italia nel 2025. Lo stesso Saputo è anche il secondo presidente più longevo dopo Dall'Ara (dieci anni).

## Calciatori

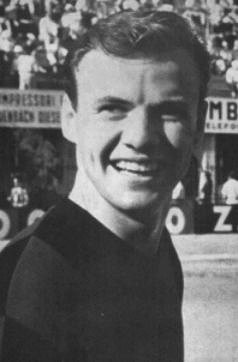
Harald Nielsen, il calciatore straniero con più reti segnate

Sono più di 950 i calciatori a essere scesi in campo con la maglia del Bologna a partire dall'anno di fondazione, in prevalenza di nazionalità italiana. Più di 500 hanno invece segnato almeno un gol in rossoblù.
I calciatori italiani più rilevanti e rappresentativi della storia del Bologna sono Giacomo Bulgarelli, il primatista di presenze, Angelo Schiavio, primatista di reti e campione del mondo nel 1934, e Giuseppe Della Valle, capitano dei felsinei per undici stagioni. Grazie all'invenzione del doppio passo, alle innumerevoli presenze e al record di reti in nazionale anche Amedeo Biavati divenne un calciatore molto rilevante nella storia veltra. Successivamente sono diventati rappresentativi altri calciatori come Giuseppe Signori, Carlo Nervo, Gianluca Pagliuca e Marco Di Vaio. Seppur militante una sola stagione nel Bologna, anche Roberto Baggio — grazie alla propria fama e alla vincita del Pallone d'oro 1993 — divenne uno dei simboli rossoblù.
Per quanto riguarda i calciatori stranieri il danese Harald Nielsen, miglior marcatore straniero, il tedesco Helmut Haller, primatista di presenze dei calciatori stranieri, e lo svedese Kennet Andersson, il giocatore più presente con la propria nazionale al tempo della militanza nel Bologna.

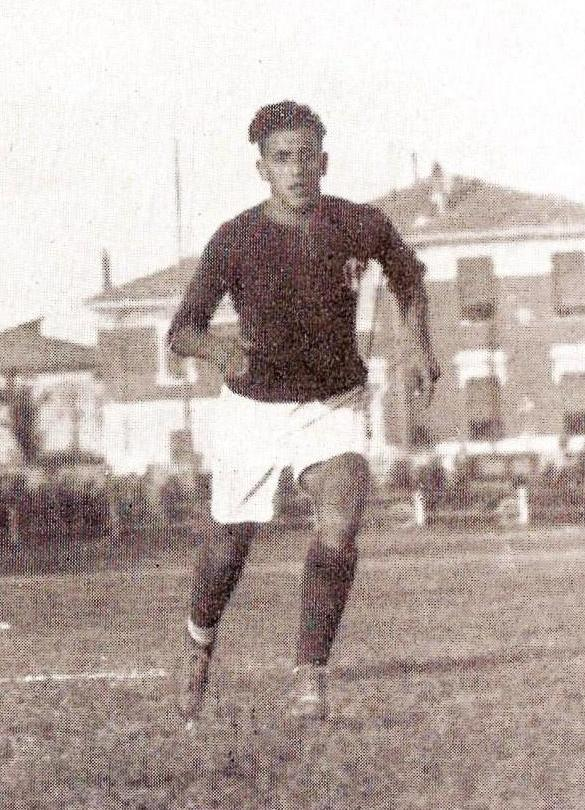
Giuseppe Della Valle

### Capitani
Dall'anno di fondazione, quarantaquattro calciatori del Bologna hanno indossato stabilmente la fascia da capitano. Il primo capitano della storia veltra è stato Arrigo Gradi, uno dei tre fondatori del club. Il periodo più lungo con la fascia di capitano della squadra rossoblù è stato quello di Giuseppe Della Valle, annoverante undici stagioni con la fascia al braccio tra il 1920 e il 1931.
Angelo Schiavio è il rossoblù che ha vinto più trofei da capitano, grazie a due scudetti, una Coppa dell'Europa Centrale e il Torneo dell'Expo di Parigi. Altri capitani pluripremiati sono Giacomo Bulgarelli, con due Coppe Italia e una Coppa di Lega Italo-Inglese, Mirko Pavinato, alla guida della squadra nella stagione del settimo scudetto e nella conquista della terza Coppa Mitropa, e Carlo Reguzzoni, capitano durante la vittoria di uno scudetto e della Coppa Alta Italia.
Infine Axel Pilmark, Diego Pérez e Blerim Džemaili sono stati gli unici capitani stranieri nella storia petroniana.

### Contributo alle nazionali

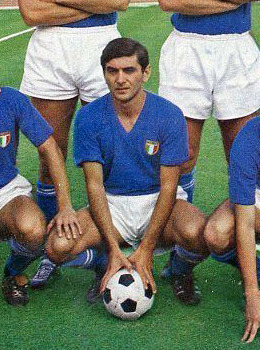
Giacomo Bulgarelli è il giocatore più presente in Nazionale Italiana indossando la maglia del Bologna

Sono stati 55 i giocatori convocati in nazionale maggiore, per un totale di 394 presenze e 63 reti segnate; questo posiziona il Bologna al 7º posto della classifica dei club italiani che hanno fornito più calciatori alla nazionale e al 9º posto per numero di presenze totali. Il primo giocatore felsineo con una presenza in nazionale «A» è stato Emilio Badini, sceso in campo nella partita contro la Norvegia; fu anche il primo marcatore bolognese in azzurro. Il calciatore più presente in nazionale militando nel Bologna è Giacomo Bulgarelli con 29 presenze, mentre i migliori marcatori sono Amedeo Biavati ed Ezio Pascutti, con 8 reti ciascuno.

I calciatori che hanno assunto il titolo di campione del mondo militando nel Bologna sono cinque. Angelo Schiavio ed Eraldo Monzeglio trionfarono nel campionato del mondo 1934 in Italia; invece nel campionato del mondo 1938 in Francia, furono vincitori del titolo i Rossoblù Amedeo Biavati, Michele Andreolo e Carlo Ceresoli.

Kennet Andersson è uno degli 8 svedesi ad aver disputato almeno un incontro con la propria nazionale durante la militanza in rossoblù

I giocatori del Bologna che hanno vinto un campionato europeo sono due: Giacomo Bulgarelli e Aristide Guarneri, entrambi facenti parte della selezione che vinse il campionato d'Europa 1968. Altri piazzamenti degni di nota il secondo posto di Alessandro Diamanti al campionato d'Europa 2012, e il terzo posto di Diamanti e Alberto Gilardino nella FIFA Confederations Cup 2013.
Per quanto riguarda le nazionali straniere, il miglior piazzamento in un campionato del mondo è stato il secondo posto di Helmut Haller nel campionato del mondo 1966 in Inghilterra, con la Germania Ovest. Tra i calciatori con trofei vinti con le rispettive nazionali militando in rossoblù si distingue Pierre Womé, che con la nazionale del Camerun vinse due coppe d'Africa, rispettivamente nel 2000 in Ghana e Nigeria, e nel 2002 in Mali, oltreché il torneo olimpico di Sydney 2000; a quest'ultimo si annette Ibrahima Mbaye, che con la nazionale del Senegal ha trionfato nella Coppa d'Africa 2021 in Camerun. Sono da segnalare anche i tre successi ottenuti in Copa América da Diego Pérez, Erick Pulgar e Nicolás Domínguez, rispettivamente nel 2011 in Argentina, nel 2016 negli Stati Uniti e nel 2021 in Brasile. Il secondo rossoblù ad annoverare un oro olimpico è Juan Miranda, vincitore del torneo con la Spagna nell'edizione di Parigi 2024.
In totale sono 24 le nazionali UEFA — esclusa la nazionale italiana — nelle quali ha avuto minutaggio un calciatore militante nel Bologna, per un totale di 53 calciatori. La nazionale che conta più giocatori felsinei con almeno una presenza ufficiale è quella della Svezia, con un totale di 8 calciatori; secondariamente la Grecia (6), in ultimo Svizzera e Belgio, entrambe con 5 calciatori scesi in campo.
Per quanto riguarda le nazionali appartenenti ad altre confederazioni, si contano in totale 29 calciatori, convocati in 16 selezioni calcistiche differenti. La nazionale che conta il maggior numero di calciatori petroniani convocati è quella dell'Uruguay, con 5.

## Palmarès

### Competizioni nazionali

Il capitano bolognese Giacomo Bulgarelli con la Coppa Italia vinta nel 1973-1974

- Campionato italiano: 7

1924-1925, 1928-1929, 1935-1936, 1936-1937, 1938-1939, 1940-1941, 1963-1964
- Coppa Italia: 3

1969-1970, 1973-1974, 2024-2025
- Coppa Alta Italia: 1

1946
- Serie B: 2

1987-1988, 1995-1996
- Serie C1: 1

1994-1995 (girone A)

### Competizioni internazionali
- Coppa Intertoto UEFA: 1

1998

La squadra posa per la foto di rito dopo la vittoria della Coppa Intertoto UEFA nel 1998

- Coppa dell'Europa Centrale/Coppa Mitropa: 3  (record italiano)

1932, 1934, 1961
- Torneo Internazionale dell'Expo Universale di Parigi 1937: 1

1937
- Coppa di Lega Italo-Inglese: 1

1970

### Altre competizioni
- 1909-1910 - 1º nel Campionato Emiliano di Terza Categoria
- 1915-1916 - Vince la Coppa Emilia (1º titolo)
- 1919-1920 - Campione d'Emilia di Prima Categoria (1º titolo)
- 1920-1921 - Campione d'Emilia di Prima Categoria (2º titolo).

### Competizioni giovanili
- Campionato Primavera 2: 1

2018-2019 (girone A)
- Supercoppa Primavera 2: 1

2019
- Torneo di Viareggio: 2

1967, 2019
- Campionato Nazionale Under-17: 3

1981-1982, 2000-2001, 2021-2022
- Campionato Nazionale Under-15: 1

1988-1989

## Statistiche e record

### Statistiche di squadra
Il Bologna ha disputato 110 stagioni sportive a livello nazionale, partecipando in ambito professionistico a 79 campionati di Serie A su 94, (che le garantiscono il 9º posto nella classifica perpetua della Serie A), a 12 campionati di Serie B (grazie ai quali si colloca al 56º posto nella classifica perpetua della Serie B) e 3 di Serie C. Contando anche i campionati pre-girone unico, le stagioni disputate dal Bologna nella massima divisione nazionale sono 95. La squadra ha vinto per 7 volte il campionato italiano, giungendo in seconda posizione in 6 edizioni e in terza posizione in 7. Grazie a questi numeri, i Rossoblù si trovano al nono posto nella classifica perpetua nazionale. A livello di coppe nazionali, il Bologna ha partecipato a 83 tornei tra cui 78 edizioni su 79 della Coppa Italia, con vittoria nella stagione 1969-1970, quattro stagioni dopo nella stagione 1973-1974 e 51 anni dopo nella stagione 2024-2025, disputando in totale 2 finali secche e 2 gironi finali. Nell'edizione del 2025, partecipa per la prima volta alla Supercoppa italiana. Il Bologna ha anche partecipato a 3 edizioni della Coppa Italia Serie C, nelle rispettive stagioni nelle quali ha partecipato alla Serie C1. Ha partecipato e vinto anche l'unica edizione della Coppa Alta Italia.
La vittoria in campionato con il maggior scarto fu un 14-0 contro l'Udinese, nella stagione 1922-1923. La sconfitta più pesante è stata un 10-0 subìto dal Brescia nella stagione 1928-1929. Tra le altre sconfitte più pesanti si possono ricordare un 8-2 contro la Lazio nel 1948 e sempre con uno scarto di 6 reti: nel 1989 contro l'Inter, nel 1991 contro il Milan, nel 2013 ancora contro la Lazio e due volte, nel 2016 e nel 2017, contro il Napoli.
Il Bologna vanta inoltre 34 presenze a singole edizioni di competizioni internazionali; di esse, solo 2 sono relative alla Coppe dei Campioni/UEFA Champions League e 5 alla Coppe UEFA/UEFA Europa League; la coppa europea con più presenze è la Coppa Mitropa con 8 stagioni ed è quella con il maggior numero di trofei europei vinti dalla società rossoblù. Oltre a questi, vanta il Torneo Internazionale dell'Expo Universale di Parigi, una Coppa di Lega Italo-Inglese e una Coppa Intertoto UEFA. Prima del ritorno in Champions League nella stagione 2024-2025, l'ultima volta in una competizione di rilievo è stata nella stagione 1999-2000 in Coppa UEFA. Nella classifica come club italiano nelle competizioni internazionali occupa il 12º posto su 25.
Le vittorie nelle coppe internazionali con il maggior scarto furono un 5-0 contro lo Sparta Praga, un 6-1 contro il Rapid Vienna e un altro 5-0 al Venus Bucarest; le prime due furono le migliori vittorie in casa, mentre l'ultima fu quella in trasferta. In Coppa UEFA invece la vittoria più alta fu contro il Betis Siviglia il 24 novembre 1998 con il risultato di 4-1. Sempre in campo internazionale, il Bologna fu la prima squadra italiana a sconfiggerne una inglese, il Chelsea nel 1937 nella finale del Torneo dell'Expo di Parigi; fu anche la prima squadra italiana a battere nel territorio britannico una squadra di casa, il West Bromwich negli ottavi di finale della Coppa delle Fiere 1966-1967.

### Statistiche individuali

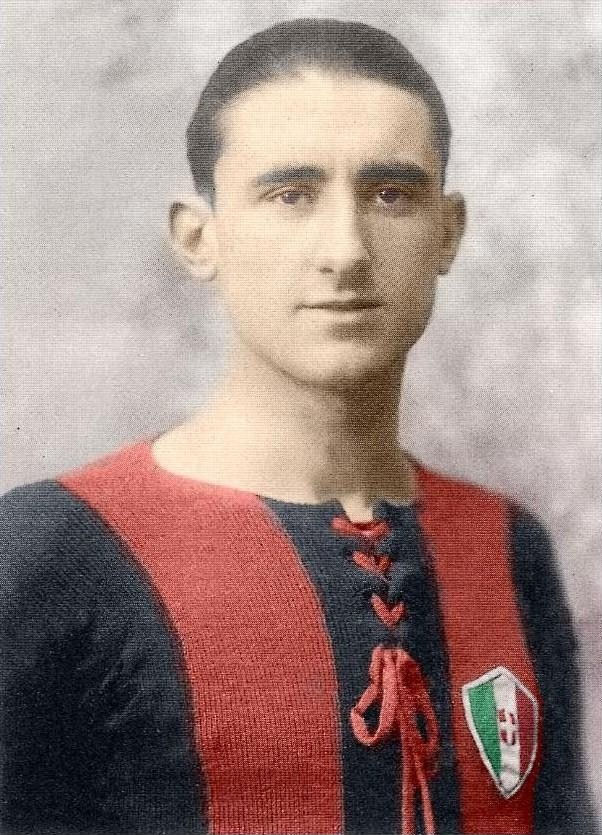
Angelo Schiavio

Il calciatore più presente in assoluto nella storia felsinea è Giacomo Bulgarelli, che detiene il record di 486 presenze, divise tra Serie A (391), record anche in questo caso, coppe nazionali (56) e competizioni europee (40); il secondo con più presenze è Tazio Roversi che ne annovera 459. Roversi è anche il calciatore più presente nelle coppe nazionali (80) seguito da Franco Cresci (73) e Giuseppe Savoldi (57). Per quanto riguarda le competizioni europee il primatista è Marino Perani (42), Francesco Janich ne ha 41.
Per quanto riguarda le reti segnate il record assoluto appartiene ad Angelo Schiavio (251), seguito da Carlo Reguzzoni a 168. In Serie A il leader è Reguzzoni con 145, segue Pascutti a 130. Nelle coppe nazionali Giuseppe Savoldi è quello ha segnato di più (27), viene poi Gino Cappello (21) Harald Nielsen è il primatista di reti nelle competizioni europee con 19 reti, davanti a Reguzzoni (18).
I record dei giocatori più presenti e i migliori marcatori, in tutte le competizioni ufficiali, della storia del Bologna:
| Record di presenze - 486 Giacomo Bulgarelli (1959-1975) - 459 Tazio Roversi (1963-1979) - 417 Carlo Reguzzoni (1930-1943, 1945-1946) - 417 Carlo Nervo (1994-2005, 2006-2007) - 415 Marino Perani (1958-1959, 1960-1974) - 404 Felice Gasperi (1924-1938) - 404 Franco Cresci (1968-1979) - 376 Francesco Janich (1961-1972) - 364 Angelo Schiavio (1922-1938) - 362 Mario Gianni (1924-1936) | Record di reti - 242 Angelo Schiavio (1922-1938) - 145 Carlo Reguzzoni (1930-1943, 1945-1946) - 130 Ezio Pascutti (1955-1969) - 105 Gino Pivatelli (1953-1960) - 104 Giuseppe Della Valle (1916-1931) - 96 Giuseppe Savoldi (1968-1975, 1979-1980) - 89 Bruno Maini (1926-1928, 1929-1941) - 86 Cesarino Cervellati (1948-1962) - 84 Giuseppe Signori (1998-2004) - 82 Harald Nielsen (1961-1967) - 80 Héctor Puricelli (1938-1944) - 80 Gino Cappello (1945-1956) |

## Tifoseria

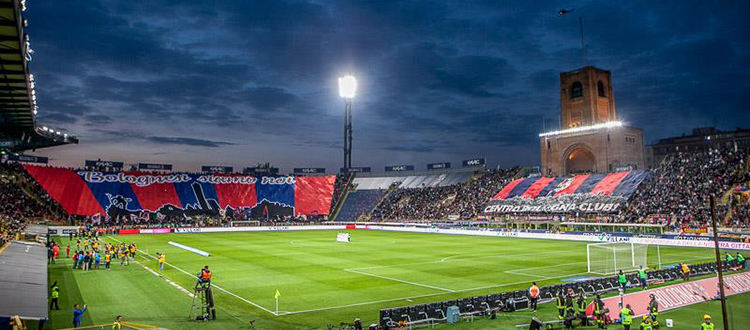
Una scenografia del tifo rossoblù allo stadio Renato Dall'Ara nella stagione 2016-2017

Secondo un'indagine condotta e pubblicata annualmente da due società specializzate in sondaggi e ricerche di mercato, la StageUp e la Ipsos, al 2023 la squadra risulta essere il dodicesimo club più tifato d'Italia, potendo contare su un seguito stimato in circa 264 000 tifosi, un dato in calo rispetto alle rilevazioni degli anni precedenti.

### Storia
I primi agglomerati non di veri e propri tifosi, ma semplicemente di spettatori, si sono iniziati a formare già dal primo campionato disputato, tra il 1910 e il 1911; si potevano contare abitualmente circa 500 persone. Per parlare di veri e propri gruppi organizzati bisogna aspettare i primi anni '70 con la nascita dei Commandos e delle Brigate Rossoblù che nel 1974 si uniscono dando vita ai Forever Ultras, tuttora presenti.
Per le partite casalinghe la tifoseria organizzata si riunisce nella Curva Andrea Costa, dal 2009 intitolata a Giacomo Bulgarelli.

### Gemellaggi e rivalità

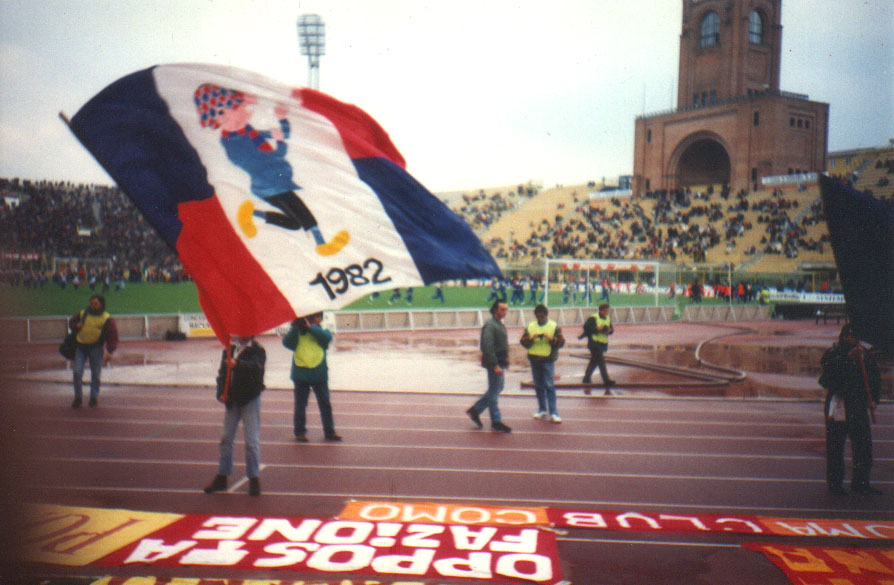
Vecchio gemellaggio con la tifoseria della.

L'unico gemellaggio riconosciuto da tutta la curva è con gli ultras del Ravenna nato negli anni '80. In passato, vi fu un rapporto d'amicizia con gli ex "Ultras Ghetto" della Reggiana. Dal 2015 esiste un rapporto di amicizia con la Curva Sud Avellino.
La rivalità più sentita è quella con la Fiorentina, con cui il Bologna disputa il cosiddetto derby dell'Appennino. La rivalità peggiorò dopo gli incidenti del 18 giugno 1989, quando il treno coi tifosi emiliani diretti in Toscana subì un agguato nei pressi della stazione di Firenze, culminato con il lancio di una molotov che esplose all'interno di un vagone provocando il ferimento di diversi tifosi rossoblù e lo sfiguramento di un minorenne. La seconda rivalità più sentita è quella col Parma, partita che viene definita come il derby dell'Emilia. Oltre ai già citati casi di Roma, Milan e Napoli, altre rivalità altrettanto sentite sono quelle con i corregionali del Modena e del Cesena, con la Sampdoria, il Verona, il Vicenza, il Torino, l'Inter e l'Olympique Marsiglia, a seguito di gravi incidenti tra le due tifoserie accaduti durante la semifinale di andata di Coppa UEFA a Marsiglia e in quella di ritorno giocata a Bologna, in cui rimasero coinvolti molti tra calciatori, dirigenti e tifosi di entrambe le squadre, che costò l'eliminazione dei rossoblù dalla competizione. Con la Juventus la rivalità è legata specialmente al caso Calciopoli, che penalizzò il Bologna fino a farlo retrocedere in Serie B. Negli anni recenti la rivalità è stata rafforzata da alcune dichiarazioni dell'ex presidente felsineo Giuseppe Gazzoni Frascara.
Nel corso degli anni ci furono scontri anche con i tifosi di Brescia, Atalanta, Spezia, Cagliari, Norimberga, Livorno, Venezia, e Lecce.

## Organico

### Rosa 2025-2026
Ruoli e numerazione, tratti dal sito web ufficiale della società, aggiornati al 20 agosto 2025.
| N. |                      | Ruolo | Calciatore            |
| -- | -------------------- | ----- | --------------------- |
| 1  | Polonia (bandiera)   | P     | Łukasz Skorupski      |
| 2  | Svezia (bandiera)    | D     | Emil Holm             |
| 3  | Austria (bandiera)   | D     | Stefan Posch          |
| 4  | Italia (bandiera)    | C     | Tommaso Pobega        |
| 5  | Serbia (bandiera)    | D     | Mihajlo Ilić          |
| 6  | Croazia (bandiera)   | C     | Nikola Moro           |
| 7  | Italia (bandiera)    | A     | Riccardo Orsolini     |
| 8  | Svizzera (bandiera)  | C     | Remo Freuler          |
| 9  | Argentina (bandiera) | A     | Santiago Castro       |
| 10 | Italia (bandiera)    | A     | Federico Bernardeschi |
| 13 | Italia (bandiera)    | P     | Federico Ravaglia     |
| 14 | Norvegia (bandiera)  | D     | Torbjørn Heggem       |
| 16 | Italia (bandiera)    | D     | Nicolò Casale         |
| 17 | Italia (bandiera)    | A     | Ciro Immobile         |

| N. |                        | Ruolo | Calciatore                      |
| -- | ---------------------- | ----- | ------------------------------- |
| 19 | Scozia (bandiera)      | C     | Lewis Ferguson                  |
| 20 | Italia (bandiera)      | D     | Nadir Zortea                    |
| 21 | Danimarca (bandiera)   | A     | Jens Odgaard                    |
| 22 | Grecia (bandiera)      | D     | Charalampos Lykogiannīs         |
| 23 | Svezia (bandiera)      | A     | Jesper Karlsson                 |
| 24 | Paesi Bassi (bandiera) | A     | Thijs Dallinga                  |
| 25 | Italia (bandiera)      | P     | Massimo Pessina                 |
| 26 | Colombia (bandiera)    | D     | Jhon Lucumí                     |
| 28 | Italia (bandiera)      | A     | Nicolò Cambiaghi                |
| 29 | Italia (bandiera)      | D     | Lorenzo De Silvestri (capitano) |
| 30 | Argentina (bandiera)   | A     | Benjamín Domínguez              |
| 33 | Spagna (bandiera)      | D     | Juan Miranda                    |
| 41 | Rep. Ceca (bandiera)   | D     | Martin Vitík                    |
| 80 | Italia (bandiera)      | C     | Giovanni Fabbian                |

### Staff tecnico
Lo staff tecnico tratto dal sito web ufficiale della società, aggiornato al 1º luglio 2025.
Staff tecnico
- Vincenzo Italiano - Allenatore
- Daniel Niccolini - Allenatore in seconda
- Vincenzo Sicignano - Preparatore dei portieri
- Antonio Rosati - Preparatore dei portieri
- Stefano Fricano - Match analyst
- Paolo Riela - Match analyst
- Luca Benedetti - Data analyst
- Paolo Aiello - Preparatore atletico
- Mirko Balestracci - Preparatore atletico
- Piero Campo - Preparatore atletico
- Nicolò Prandelli - Preparatore atletico
- Ivano Tito - Preparatore atletico

Staff medico
- Gianni Nanni - Responsabile
- Luca Bini - Medico sociale
- Giovanbattista Sisca - Medico sociale
- Luca Ghelli - Fisioterapista
- Luca Govoni - Fisioterapista
- Juan Manuel Parafita - Fisioterapista
- Gianluca Scolaro - Fisioterapista
- Simone Spelorzi - Fisioterapista

Staff organizzativo
- Tommaso Fini - Team manager
- Matteo Campagna - Magazziniere
- Nicola Capelli - Magazziniere
- Davide Nicolini - Magazziniere

### Esplicative
1. 1 2  De facto la capienza attualmente è minore: 3 992 posti nell'anello superiore sono inibiti all'accesso mediante teloni di copertura, facendo sì che la capienza commerciale attuale sia di 32 540 posti.
2. ↑  Dopo aver vinto la finale regionale contro il Modena.
3. ↑  Dopo aver perso lo spareggio contro il Parma.
4. ↑  Dopo aver vinto i play-off.
5. ↑  Quasi tutte le fonti, comprese quelle ufficiali come il sito del Bologna, riportano che il collegio fosse denominato col solo appellativo di Schönberg e fosse situato a Rossbach, località però non presente in Svizzera. Tuttavia canute fonti svizzere e ricerche seriori dimostrano l'errata informazione sulla denominazione e ubicazione del collegio, anche se non vi è alcuna certezza sull'esatta trascrizione del nome. Cfr. Koller, Brändle, p. 25., Cfr. Chiesa, 2019, p. 12.

### Bibliografiche
1. 1 2   Stadio Renato Dall'Ara, su legaseriea.it.
2. ↑  
  -  Luciano Canepari, Bologna, in Il DiPI: dizionario di pronuncia italiana, Bologna, Zanichelli, 1999, ISBN 88-08-09344-1.
  -  Luciano Canepari, football, in Il DiPI: dizionario di pronuncia italiana, Bologna, Zanichelli, 1999, ISBN 88-08-09344-1.
  -  Luciano Canepari, club, in Il DiPI: dizionario di pronuncia italiana, Bologna, Zanichelli, 1999, ISBN 88-08-09344-1.
3. 1 2 3   La nascita del Bologna, su bolognafc.it. URL consultato il 2 novembre 2018 (archiviato dall'url originale il 15 ottobre 2018).
4. 1 2   Giorgio Comaschi, Il Bologna non gioca più in Paradiso, in la Repubblica, 19 giugno 1993. URL consultato il 3 settembre 2018.
5. ↑  Bertuzzi, Monti, p. 18.
6. ↑   Storica Giunta Nazionale a Bologna. Malagò: qui c'è tradizione sportiva, perdonateci per il ritardo, su coni.it, 20 settembre 2018. URL consultato il 31 dicembre 2018.
7. ↑  (EN) IFFHS men's club world ranking 2025, su iffhs.com, 10 maggio 2025. URL consultato il 4 luglio 2025.
8. ↑   Coppa dell'Europa Centrale 1932, su bolognafc.it, 18 aprile 2016. URL consultato il 31 dicembre 2018.
9. 1 2   Giovanni Egidio, Kolyvanov e Signori, per il Bologna è Uefa, in la Repubblica, 26 agosto 1998,  p. 42.
10. ↑   Fernando Pellerano, La vera storia dello scudetto delle pistole, in Corriere della Sera, PressReader, 9 agosto 2019. URL consultato il 2 maggio 2020.
11. ↑   Torneo dell'Expo Universale di Parigi 1937, su bolognafc.it, 18 aprile 2016. URL consultato il 31 dicembre 2018.
12. ↑   Vittorio Pozzo, Il Bologna strappa al Torino il titolo di campione d'Italia, in La Stampa, 8 luglio 1929,  p. 1. URL consultato l'8 giugno 2017.
13. ↑   Lo spareggio scudetto raccontato da Gianni Brera, su repubblica.it, 13 febbraio 2009. URL consultato il 7 febbraio 2019.
14. ↑   Germano Bovolenta, L'ultimo Bologna, il primo spareggio, in La Gazzetta dello Sport, 17 luglio 2007.
15. ↑  (EN) ECA Members, su ecaeurope.com. URL consultato il 26 marzo 2018.
16. ↑   Bologna Football Club 1909, i 110 anni dei rossoblù, in Sky TG24, 3 ottobre 2019. URL consultato il 19 marzo 2020.
17. ↑   Il Bologna al re delle mozzarelle che viene dal Canada. E i tifosi esultano, in Il Sole 24 Ore, 14 ottobre 2014. URL consultato il 19 marzo 2020.
18. ↑  Chiesa, 2009, pp. 11–12.
19. 1 2 3 4   Felsner, Hermann, in Enciclopedia dello sport, Roma, Istituto dell'Enciclopedia Italiana, 2002-2005. URL consultato il 10 novembre 2018.
20. ↑   Lo scudetto delle pistole, in il Giornale, 9 maggio 2007. URL consultato il 21 novembre 2014.
21. ↑   Sebastiano Vernazza, Lo "scudetto delle pistole": Bologna e Genoa divise da una finale infinita, in La Gazzetta dello Sport, 22 febbraio 2020. URL consultato il 18 marzo 2020.
22. ↑   Come a Vienna si giudicano squadre, dirigenti, giocatori e arbitri, in La Stampa, 1º gennaio 1933. URL consultato il 6 gennaio 2016.
23. ↑  Chiesa, 2019, pp. 47–48.
24. ↑   #OnThisDay: 17 luglio 1932, la prima Coppa Europa Centrale, su bolognafc.it. URL consultato il 18 marzo 2020.
25. 1 2 3  Baccolini, p. 76.
26. 1 2 3 4 5 6 7 8 9 10  Corriere dello Sport, I Miti Rossoblù.
27. ↑   Cesenatico, in mostra la storia di Arpad Weisz, in Il Resto del Carlino, 1º giugno 2018. URL consultato il 18 marzo 2020.
28. ↑   Simone Eterno, Roma-Juventus, la Capitale è ancora crocevia dello Scudetto: tutti i campionati decisi a Roma, in Eurosport, 12 maggio 2018. URL consultato il 18 marzo 2020.
29. ↑   74 anni fa il sesto scudetto. Triestina-Bologna 0-0, su bolognafc.it, 26 aprile 2015.
30. ↑   #OnThisDay: 6 giugno 1937, il Trofeo dell'Esposizione di Parigi, su bolognafc.it, 6 giugno 2016. URL consultato il 18 marzo 2020.
31. ↑  Chiesa, 2019, p. 387.
32. ↑   Cinque calciatori del Bologna accusati di "doping, La capolista rischia la penalizzazione di tre punti, in La Stampa, 5 marzo 1964.
33. 1 2   Palmares, su bolognafc.it. URL consultato il 15 febbraio 2019.
34. ↑  Chiesa, 2009, pp. 56–57, 59-60, 62.
35. ↑   Cladio Santini, Dall'Ara, presidente da una vita, in Corriere della Sera, 3 giugno 2009. URL consultato il 9 marzo 2020.
36. ↑   Germano Bovolenta, Il Bologna di Bernardini e lo storico spareggio, in La Gazzetta dello Sport, 7 luglio 2007. URL consultato il 21 marzo 2018.
37. ↑   #OnThisDay: 10 giugno 1970, la nostra prima Coppa Italia, su bolognafc.it, 10 giugno 2016. URL consultato il 16 marzo 2020.
38. ↑  Chiesa, 2019, pp. 142, 144.
39. ↑   Coppa Italia 1973/74, in La Gazzetta dello Sport. URL consultato il 16 marzo 2020.
40. ↑  Baccolini, pp. 213–214.
41. ↑  Chiesa, 2019, p. 177.
42. 1 2 3 4 5 6 7  Corriere dello Sport, Battaglie, rinascite e campioni, 1964-2009.
43. ↑   Enrico Currò, Baggio, sì al Bologna: "Ora mi gioco tutto", in la Repubblica, 19 luglio 1997. URL consultato il 6 marzo 2020.
44. ↑   Antonello Capone e Carlo Laudisa, Signori al Bologna di Mazzone: affare fatto, in La Gazzetta dello Sport, 2 luglio 1998.
45. ↑   Benedetto Ferrara, Fiorentina quanti affanni. Ma Batistuta dà la scossa, in la Repubblica, 11 marzo 1993. URL consultato il 13 ottobre 2012.
46. ↑   Giovanni Egidio, Rigore fatale, poi la rissa. Sfuma il sogno di Mazzone, in la Repubblica, 21 aprile 1999. URL consultato il 13 ottobre 2012.
47. 1 2   Valentina Desalvo, Quel 5 maggio non l'ho dimenticato, in la Repubblica, 16 ottobre 2002. URL consultato il 6 giugno 2021.
48. ↑   Matteo Dalla Vite, Parma-Bologna, il 2005 e l’ultimo spareggio. La sfida delle “ultime volte”, in La Gazzetta dello Sport, 21 dicembre 2018. URL consultato il 17 aprile 2019.
49. ↑   Stefano Biondi, Bologna in B: è la quarta volta che il club abbandona il calcio che conta, in il Resto del Carlino, 12 maggio 2014. URL consultato il 4 aprile 2020.
50. ↑   Alessandro Ruta, Paradiso Bologna: è serie A, in La Gazzetta dello Sport, 1º giugno 2008. URL consultato il 1º maggio 2019.
51. ↑   Luca Aquino, Serie B, Bologna-Pescara 1-1: dopo un anno, i rossoblù tornano in A, in La Gazzetta dello Sport, 9 giugno 2015. URL consultato il 4 marzo 2020.
52. ↑   Davide Turrini, Bologna, finisce l'era del presidente Joe Tacopina. Addio da tre milioni di euro, in il Fatto Quotidiano, 29 settembre 2015. URL consultato il 30 gennaio 2019.
53. ↑   Bologna, presentato progetto del nuovo stadio, in Sky Sport, 25 gennaio 2019. URL consultato il 29 aprile 2019.
54. ↑   È tutto vero: il Bologna vola in Champions! | FOTO, su BolognaToday. URL consultato il 13 maggio 2024.
55. ↑   CatenaccioeContropiede, Il record di punti di tutte le squadre di Serie A, su Catenaccio e Contropiede, 12 maggio 2024. URL consultato il 13 maggio 2024.
56. ↑   Fabio Cassanelli, Motta: "Oggi non siamo competitivi, per aiutare questa squadra bisogna investire. Non possiamo tradire l'amore degli abbonati e le aspettative della città", su Zerocinquantuno, 2 agosto 2023. URL consultato il 13 maggio 2024.
57. ↑   Luca Bianchin, Estasi Bologna, Milan battuto: Ndoye-gol, trionfo in Coppa Italia 51 anni dopo!, in La Gazzetta dello Sport, 14 maggio 2025.
58. 1 2 3 4 5 6 7 8 9 10 11   Rossoblù, su bolognafc.it. URL consultato il 12 febbraio 2019.
59. ↑  Chiesa, 2019, pp. 260–344.
60. ↑  Bertuzzi, Monti, pp. 18–19.
61. ↑  Bertuzzi, Monti, p. 27.
62. ↑  Bertuzzi, Monti, pp. 28–29.
63. ↑  Bertuzzi, Monti, p. 193.
64. ↑  Bertuzzi, Monti, p. 246.
65. 1 2   Il Bologna si rifà il look: ecco il nuovo logo, le maglie e il main sponsor Liu Jo, in la Repubblica, 27 giugno 2018. URL consultato il 1º novembre 2018.
66. ↑  Bertuzzi, Monti, p. 164.
67. 1 2   Luca Baccolini, Bologna, l'inno ritrovato grazie agli archivi di YouTube, in la Repubblica, 20 marzo 2012.
68. ↑   Addio a Dino Sarti, il cantore di Bologna, in la Repubblica, 11 febbraio 2007.
69. ↑   È “Levels” la goal song scelta dai tifosi tramite Socios, su bolognafc.it, 16 settembre 2022. URL consultato il 28 ottobre 2022.
70. ↑   Giorgio Comaschi, Un altro amico brasiliano, in la Repubblica, 24 giugno 1989. URL consultato il 31 dicembre 2018.
71. ↑   Nettuno, la mascotte rossoblù, su bolognafc.it, 28 luglio 2020. URL consultato il 24 maggio 2024.
72. 1 2 3 4 5   Stadio Renato Dall'Ara, su bolognafc.it. URL consultato il 30 ottobre 2018.
73. 1 2 3  Marrese.
74. ↑  Quercioli, p. 38.
75. ↑  Quercioli, pp. 39–40.
76. ↑  Quercioli, p. 40.
77. ↑   Curva del Dall'Ara intitolata a Bulgarelli, in Sky Sport, 16 maggio 2009. URL consultato il 30 ottobre 2018 (archiviato dall'url originale il 31 ottobre 2018).
78. ↑   Dall'Ara, la curva nord diventa «Costa-Bulgarelli», la sud «San Luca-Weisz», in Corriere della Sera, 23 febbraio 2017. URL consultato il 3 settembre 2018.
79. 1 2   Fernando Pellerano, Casteldebole, il centro tecnico sarà migliorato e ampliato, in Corriere della Sera, 21 gennaio 2015.
80. ↑   Alessandro Mossini, Casteldebole è rossoblù: acquistato il centro tecnico, in Corriere della Sera, 14 dicembre 2016. URL consultato il 29 aprile 2019.
81. ↑   Giuseppe Berardi, Il Bologna ha inaugurato la nuova ala del centro tecnico Niccolò Galli a Casteldebole, in Sport Business Management, 4 giugno 2017. URL consultato il 30 dicembre 2018.
82. ↑   Accadde il 3 ottobre 1909: nasce il Bologna Football Club, su bolognatoday.it.
83. ↑   Bologna come epicentro e laboratorio dello sport fascista, su storia-sport.it.
84. ↑   Club History, su orgoglioepassione.com.
85. ↑  A seguito di delibera della FIGC, Comunicato Ufficiale n. 51 del 16 settembre 1966, in base alla quale venne stabilito lo scioglimento delle vecchie associazioni militanti nei campionati professionistici (Serie A e Serie B), con contestuale relativa nuova costituzione in veste di società commerciali munite di personalità giuridica, individuata quale condizione imprescindibile ai fini dell'iscrizione al campionato di calcio. cfr.  Dimensione economica del calcio in Italia: origine e sviluppi.
86. 1 2   https://static.repubblica.it/bologna/visuracameraleok.pdf (PDF), su static.repubblica.it.
87. 1 2 3   DATI DELLA SOCIETÀ - BOLOGNA FOOTBALL CLUB 1909 - S.P.A., IN FORMA ABBREVIATA BFC S.P .A., su ufficiocamerale.it.
88. ↑   C’è l’accordo con Saputo Tacopina lascia il Bologna, su corrieredibologna.corriere.it.
89. 1 2 3   Joey Saputo, chi è il magnate canadese presidente del Bologna, su borsaefinanza.it.
90. 1 2 3 4 5   Bilancio consolidato al 30 giugno 2023 (PDF), su bolognafc.it.
91. ↑   CHI SIAMO, su futurorossoblu.it.
92. ↑   SEASON 2023/24, su ecaeurope.com.
93. 1 2  Chiesa, 2009, p. 97.
94. ↑   Bilancio d'esercizio al 30 giugno 2024 (PDF), su bolognafc.it,  p. 7. URL consultato il 17 marzo 2025.
95. ↑  Chiesa, 2009, p. 98.
96. 1 2 3   Bologna FC: Chiusura del bilancio e rinnovo delle nomine societarie, su bolognatoday.it.
97. ↑   Bologna, ora Saputo è il chairman e si prende la leadership, su ilrestodelcarlino.it, 4 dicembre 2014. URL consultato il 23 settembre 2015.
98. ↑   Bologna, inizia l’era Fenucci «Investiremo soldi nel club», su corrieredibologna.corriere.it.
99. ↑   Società, su bolognafc.it. URL consultato il 23 novembre 2018.
100. 1 2   Nasce BFC Senza Barriere, la scuola calcio per ragazzi disabili, su bolognafc.it, 11 aprile 2018.
101. ↑   EDU In-Forma(Zione), su edu-in-formazione-bologna-asd.it, 11 ottobre 2022.
102. 1 2   BFC Senza Barriere tra feste e iniziative, su bolognafc.it. URL consultato il 12 ottobre 2022.
103. ↑   BFC Senza Barriere - Eventi 2022, su edu-in-formazione-bologna-asd.it. URL consultato il 12 ottobre 2022.
104. ↑   Le attività del prepartita di #BFCFiorentina, su bolognafc.it, 23 dicembre 2018. URL consultato il 27 novembre 2018.
105. ↑   CALCIO SPECIALE in partenza il Campionato Regionale, su csi-emiliaromagna.it. URL consultato il 12 ottobre 2022.
106. 1 2   Bologna For Community, su bolognafc.it. URL consultato il 25 febbraio 2020.
107. ↑   Primavera, su bolognafc.it. URL consultato il 28 febbraio 2019.
108. 1 2 3 4   Settore giovanile, su bolognafc.it. URL consultato il 28 febbraio 2019.
109. 1 2   Giovanili, su bolognafc.it.
110. ↑   Albo d'oro, su viareggiocup.com. URL consultato il 16 aprile 2019 (archiviato dall'url originale il 19 aprile 2019).
111. ↑   Simone Monari, "Mio papà Schiavio, generoso e unico" La figlia ricorda il bomber dimenticato, in la Repubblica, 18 settembre 2010. URL consultato il 31 luglio 2019.
112. ↑   Silvano Stella, Pagliuca nella sua Bologna: "Qui per vincere ancora", in La Gazzetta dello Sport, 6 luglio 1999. URL consultato il 31 luglio 2019.
113. ↑  Baccolini, pp. 87–88.
114. ↑   Biavati Amedeo, su bolognafc.it. URL consultato il 1º agosto 2019.
115. ↑  Baccolini, pp. 56–57.
116. ↑   FC Bologna, su robertomancini.com. URL consultato il 30 marzo 2020 (archiviato dall'url originale il 29 marzo 2020).
117. ↑   Fabio Bazzani, in la Repubblica, 1º novembre 2003. URL consultato il 1º agosto 2019.
118. ↑   Fernando Pellerano, Pecci: «Ora faccio lo scrittore. E vi racconto Bologna e Torino», in Corriere di Bologna, 3 aprile 2013. URL consultato il 1º agosto 2019.
119. 1 2   Gianmarco Marchini, Casarini, il talismano: se va in campo dal 1º minuto il Bologna vola, in Il Resto del Carlino, 9 marzo 2015. URL consultato il 18 novembre 2020.
120. ↑   Francesco Pietrella, Meghni: “Mi rivedo in Luis Alberto. Io il nuovo Zidane? Mai pensato…”, in La Gazzetta dello Sport, 23 aprile 2020. URL consultato il 2 gennaio 2021.
121. ↑  (EN) Jason Burt, Chelsea's Carlo Ancelotti puts faith in Fabio Borini, in The Daily Telegraph, 15 settembre 2009. URL consultato il 1º agosto 2019 (archiviato dall'url originale il 23 settembre 2009).
122. ↑   Life, su cristianzaccardo.it. URL consultato il 1º agosto 2019 (archiviato dall'url originale il 6 maggio 2006).
123. ↑   Alex Ferrari, un derby sul campo e in... famiglia, su Gazzetta di Modena, 24 ottobre 2014. URL consultato il 25 marzo 2021.
124. 1 2   Daniela Tavalazzi presenta la stagione del Settore Femminile, su bolognafc.it, 16 novembre 2017.
125. ↑   BFC femminile: inizio Attività 2018/19, su asdbolognafc1909femminile.it, 22 agosto 2018. URL consultato il 23 agosto 2018.
126. ↑   Simone Zanetti, Bologna Femminile, finalmente si parte!, su 1000cuorirossoblu.it. URL consultato il 10 ottobre 2020.
127. ↑   Francesco Saverio Intorcia, Faceva tremare il mondo e andava in tv da Carosio, in la Repubblica, 20 settembre 2009. URL consultato il 31 dicembre 2018 (archiviato dall'url originale il 25 dicembre 2018).
128. ↑  Baccolini, p. 234.
129. ↑   Francesca Blesio, Fabio Volo omaggio a Pasolini Con i Comizi d'Amore rossoblù, in Corriere della Sera, 7 settembre 2012.
130. ↑   Davide Turrini, Bar Sport di Benni al cinema. “Ma a Bologna non si possono girare più film”, in Il Fatto Quotidiano, 18 ottobre 2011. URL consultato il 26 marzo 2020.
131. ↑   Francesca Blesio, Coliandro fa arrabbiare anche gli ultras, in Corriere della Sera, 9 settembre 2009.
132. ↑   Marcello Giordano, Luca Carboni a Pinzolo, in 4mila al concerto per il Bologna, in Il Resto del Carlino, 21 luglio 2018. URL consultato il 3 aprile 2020.
133. ↑   Ernesto Assante, Lo Stato Sociale, il backstage di 'Una vita in vacanza', in la Repubblica, 8 maggio 2018. URL consultato il 31 maggio 2020.
134. ↑   Il trentesimo Presidente della storia del Bologna, su bolognafc.it. URL consultato il 10 novembre 2018.
135. 1 2   La nascita del Bologna, su bolognafc.it. URL consultato il 10 novembre 2018 (archiviato dall'url originale il 15 ottobre 2018).
136. 1 2 3 4  Baccolini, pp. 129, 189-190.
137. ↑  Sappino, p. 24.
138. ↑  Sappino, p. 23.
139. ↑   Luca Misculin, I nuovi proprietari americani del Bologna, in il Post, 14 ottobre 2014. URL consultato il 5 novembre 2018.
140. ↑  Sappino, pp. 23–24.
141. ↑   Davide Turrini, Da Dall’Ara a Guaraldi, i presidenti del Bologna raccontati da Gianfranco Civolani, in il Fatto Quotidiano, 23 dicembre 2011. URL consultato il 5 novembre 2018.
142. 1 2   Perché quella del Bologna in Coppa Italia è una vittoria storica: 1 a 0 al Milan, il trionfo di Saputo, Sartori e Italiano, in l'Unità, 15 maggio 2025. URL consultato il 15 maggio 2025.
143. ↑   Luca Sancini, Schiavio e il mondo che tremava vita e gol del bomber borghese, in la Repubblica, 12 maggio 2016. URL consultato il 2 gennaio 2019.
144. 1 2   Della Valle III Giuseppe, su bolognafc.it, 23 luglio 2010. URL consultato il 2 gennaio 2019.
145. ↑   Simone Monari, "Bologna ha dimenticato il doppio passo di Biavati", in la Repubblica, 10 giugno 2013. URL consultato il 2 gennaio 2019.
146. ↑   Pagliuca Gianluca, su bolognafc.it. URL consultato il 3 settembre 2018.
147. ↑   Di Vaio, il passo d'addio del capitano: "Non posso più essere un peso", in il Resto del Carlino, 4 maggio 2012. URL consultato il 3 settembre 2018.
148. ↑   Massimo Vitali, Roberto Baggio compie 50 anni, gli auguri della 'sua' Bologna, in il Resto del Carlino, 18 febbraio 2017. URL consultato il 2 gennaio 2019.
149. 1 2   È morto Helmut Haller, in La Gazzetta dello Sport, 11 ottobre 2012. URL consultato il 2 gennaio 2019.
150. ↑   Bologna Football Club 1909 S.p.A., su eu-football.info. URL consultato il 20 settembre 2018.
151. 1 2 3  Chiesa, 2009, p. 194.
152. ↑   Simone Monari, "Mio papà Schiavio, generoso e unico" La figlia ricorda il bomber dimenticato, su la Repubblica, 18 settembre 2010. URL consultato il 16 febbraio 2019.
153. ↑   Stefano Biondi, La leggenda dei nove capitani, in il Resto del Carlino, 7 aprile 2014. URL consultato il 3 settembre 2018.
154. ↑   Dzemaili: “La fascia? Un onore ma abbiamo tanti leader”, su bolognafc.it, 12 agosto 2018. URL consultato il 3 settembre 2018.
155. ↑  (EN) Olympic Football Tournament Antwerp 1920, su fifa.com. URL consultato il 22 febbraio 2018.
156. ↑  (FR) Giacomo Bulgarelli, su fr.fifa.com. URL consultato il 22 febbraio 2018 (archiviato dall'url originale il 23 febbraio 2019).
157. ↑  (EN) Amedeo Biavati, su fifa.com. URL consultato il 22 febbraio 2018 (archiviato dall'url originale il 23 febbraio 2019).
158. ↑  (EN) 1934 FIFA World Cup Italy, su fifa.com. URL consultato il 22 febbraio 2018 (archiviato dall'url originale il 26 gennaio 2018).
159. ↑  (EN) 1938 FIFA World Cup France, su fifa.com. URL consultato il 22 febbraio 2018 (archiviato dall'url originale il 22 febbraio 2018).
160. ↑   Campionati Europei UEFA 1968, su it.uefa.com. URL consultato il 22 febbraio 2018.
161. ↑   UEFA Euro 2012, su it.uefa.com. URL consultato il 22 febbraio 2018.
162. ↑  (EN) 1934 FIFA Confederations Cup Brazil, su fifa.com. URL consultato il 22 febbraio 2018 (archiviato dall'url originale l'11 luglio 2018).
163. ↑  (EN) 1934 FIFA World Cup England, su fifa.com. URL consultato il 22 febbraio 2018 (archiviato dall'url originale il 2 agosto 2019).
164. ↑   Ha sbagliato il rigore mondiale: l'interista Wome quasi linciato, in il Giornale, 11 ottobre 2005. URL consultato il 29 gennaio 2019.
165. ↑   Ibrahima Mbaye è Campione d’Africa, su bolognafc.it, 7 gennaio 2022. URL consultato il 7 gennaio 2022.
166. ↑   Diego Perez, in il Giornale. URL consultato il 29 gennaio 2019 (archiviato dall'url originale il 25 gennaio 2011).
167. ↑   Pulgar vince la Coppa America, su bolognafc.it, 27 giugno 2016. URL consultato il 29 gennaio 2019.
168. ↑   L’Argentina batte il Brasile e vince la Coppa America dopo 28 anni, in La Stampa, 11 luglio 2021. URL consultato il 12 luglio 2021.
169. ↑   Luca Baccolini, Miranda e l’oro addosso, il terzino prova a sfatare il tabù degli spagnoli a Bologna, in la Repubblica, 13 agosto 2024. URL consultato il 14 ottobre 2024.
170. 1 2  Chiesa, p. 513.
171. ↑   Bologna Football Club 1909 S.p.A., su eu-football.info. URL consultato il 19 novembre 2023.
172. ↑  Sappino, p. 25.
173. ↑  Sappino, pp. 25–26.
174. 1 2 3  Corriere dello Sport, Vittorie e Scudetti, 1909-1964.
175. 1 2 3  Baccolini, p. 212.
176. ↑   Tra miracoli del calcio c'è il Bologna 1964: ecco la storia, in Sky Sport, 22 dicembre 2018. URL consultato l'11 marzo 2019.
177. ↑   Bologna FC 1909, su it.uefa.com. URL consultato l'11 marzo 2019.
178. ↑   Michele Pedrotti, Le Coppe dimenticate: viaggio nel passato, in Fox Sports, 29 novembre 2018. URL consultato l'11 marzo 2019.
179. ↑  (EN) UEFA Europa League 1999/2000, su uefa.com. URL consultato l'11 marzo 2019.
180. ↑  (EN) UEFA Europa League - Bologna-Betis, su uefa.com. URL consultato il 31 dicembre 2018.
181. ↑  Baccolini, pp. 212–213.
182. ↑  Baccolini, p. 213.
183. ↑  Chiesa, 2009, p. 34.
184. ↑  Chiesa, 2009, pp. 34–35.
185. ↑  Chiesa, 2009, p. 35.
186. ↑  Chiesa, 2009, pp. 35–36.
187. ↑   Serie A, la classifica dei tifosi in Italia: Juve in vetta, l’Inter sorpassa il Milan, su calcioefinanza.it.
188. ↑   Serie A, la classifica dei tifosi: Juve, Milan e Inter in vetta, su calcioefinanza.it.
189. ↑   La classifica dei tifosi in Italia: Juve al top, cresce il Milan, su calcioefinanza.it.
190. ↑  Baccolini, p. 254.
191. 1 2  Dal Lago, Moscati, p. 30.
192. ↑   Striscione della curva del Bologna per i Lupi, su www.ilmattino.it, 5 maggio 2025. URL consultato il 15 maggio 2025.
193. ↑   FOTO - Prosegue l'amicizia Avellino-Bologna: striscione in occasione della finale di Coppa Italia, su Tutto Avellino. URL consultato il 15 maggio 2025.
194. ↑   Derby dell'Appennino a reti inviolate, in la Repubblica, 27 novembre 1999. URL consultato il 26 marzo 2020.
195. 1 2 3  Dal Lago, Moscati, pp. 30–31.
196. 1 2   La violenza irrompe sul campionato, in la Repubblica, 22 ottobre 2000. URL consultato il 3 aprile 2020.
197. ↑   Lorenzo Priviato, Maxi-rissa tra ultras prima di Cesena-Bologna, in il Resto del Carlino, 7 aprile 2012.
198. ↑   La Samp e la notte dei rubinetti, in il Giornale, 15 maggio 2007.
199. ↑   Bologna-Verona, tafferugli e feriti Arresti e perquisizioni tra gli ultrà, in il Resto del Carlino, 8 ottobre 2013. URL consultato il 19 aprile 2016.
200. ↑   Giulio Di Palma, Otero, due gol e il Vicenza torna protagonista, su archiviostorico.unita.it, L'Unità, 6 gennaio 1997 (archiviato dall'url originale il 21 gennaio 2015).
201. ↑   Franco Alberto, Cala la nebbia su Vicenza e Bologna. Rinviata la sfida che vale una finale, su archiviostorico.corriere.it, Corriere della Sera, 31 gennaio 1997. URL consultato il 12 giugno 2015 (archiviato dall'url originale il 21 gennaio 2015).
202. ↑   Walter Guagneli, Vicenza-Bologna vince la nebbia, su archiviostorico.unita.it, L'Unità, 31 gennaio 1997 (archiviato dall'url originale il 21 gennaio 2015).
203. ↑   Sebastiano Vernazza, Vicenza Bologna: nebbia fitta, su archiviostorico.gazzetta.it, La Gazzetta dello Sport, 31 gennaio 1997.
204. ↑   Oggi semifinale calda contro il Vicenza: Troppi brutti ricordi fan tremare Bologna, su cercanotizie.com, 25 febbraio 1997. URL consultato il 12 giugno 2015 (archiviato dall'url originale il 21 gennaio 2015).
205. ↑   Scontri tra tifosi di Torino e Bologna, in Quotidiano Nazionale, 28 dicembre 2018. URL consultato il 31 dicembre 2018.
206. ↑   Sei ore di operazione per salvare la mano al leader degli ultras, in la Repubblica, 8 aprile 2002. URL consultato il 19 aprile 2016.
207. ↑   Inter-Bologna, sassi contro un pullman di tifosi rossoblù: due vetri rotti, in La Gazzetta dello Sport, 12 marzo 2016.
208. ↑   Dario Di Gennaro, Speciale Coppe: Marsiglia-Bologna 0-0, in Rai, 6 aprile 1999. URL consultato il 5 gennaio 2019 (archiviato dall'url originale il 3 gennaio 2019).
209. ↑  Dal Lago, Moscati, p. 31.
210. ↑   Il Bologna spaventa Ravanelli. Incidenti tra tifosi prima e dopo la partita, in La Stampa. URL consultato il 19 aprile 2016.
211. ↑   Incidenti tra tifosi prima e dopo la partita., in La Stampa. URL consultato il 21 dicembre 2012.
212. ↑   Juventus, contro il Bologna rivalità storica [collegamento interrotto], in Premium Sport, 16 dicembre 2017.
213. ↑   Bologna salvo su autogol. Tensione fuori dallo stadio, in Il Resto del Carlino, 2 maggio 2010. URL consultato il 3 aprile 2020.
214. ↑   Alexander Jakhnagiev, Scontro tra ultrà di Bologna e Spezia: pugni, lancio di oggetti, sassi e bastonate, in Corriere dello Sport, 23 luglio 2015. URL consultato il 13 aprile 2018.
215. ↑   Cristina Degliesposti, Scontri tra tifosi del Bologna e del Norimberga, la polizia acquisisce i filmati, in il Resto del Carlino, 5 agosto 2018.
216. ↑   Scontri prima di Livorno-Bologna, in la Repubblica, 24 ottobre 2004.
217. ↑   Scontri tifosi Venezia Bologna Fc, il parapiglia fuori dal Penzo, in Il Resto del Carlino, 9 maggio 2022. URL consultato il 3 luglio 2022.
218. ↑   Scontri prima di Lecce-Bologna, fermati due tifosi giallorossi, su leccesette.it. URL consultato l'8 maggio 2024.
219. 1 2   Prima Squadra, su bolognafc.it, 20 agosto 2025. URL consultato il 20 agosto 2025.